# 대한민국 형사소송법 제1조
대한민국 형사소송법 제1조는 관할의 직권조사에 대한 형사소송법의 조문이다.

## 조문
제1조(관할의 직권조사) 법원은 직권으로 관할을 조사하여야 한다.

第1條(管轄의 職權調査) 法院은 職權으로 管轄을 調査하여야 한다.

## 참조 조문
제320조(토지관할 위반) ① 법원은 피고인의 신청이 없으면 토지관할에 관하여 관할 위반의 선고를 하지 못한다.

## 해설
관할은 소송요건이며 위반이 있으면 관할위반으로 판결을 한다. 단 토지관할만은 상대적 소송요건으로 신청이 있을 때 조사한다.

## 참고 문헌
- 손동권 신이철, 새로운 형사소송법(초판, 2013), 세창, 2013. ISBN 9788984114081

## 같이 보기
- 대한민국 형사소송법 제320조 토지관할 위반
- 관할
- 토지관할